# مسؤولية أخلاقية

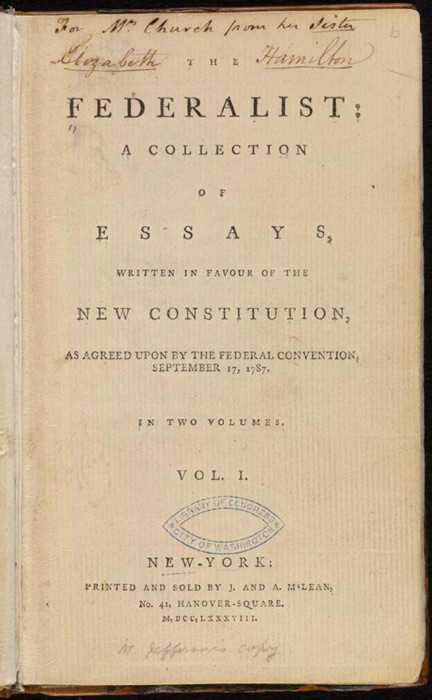

المسؤولية الأخلاقية في الفلسفة هي حالة (من الناحية الأخلاقية) تستحق الثناء أواللوم أوالمكافأة أو العقاب بنتيجة فعل أو امتناع عن فعل وفقًا لالتزامات أخلاقية معينة. ويُعتبر تحديد ما إذا كان أي شيء ما «ملزما من الناحية الأخلاقية» مصدر قلق رئيسي للأخلاقيات. لايشير الفلاسفة إلى الأشخاص الذين يتحملون المسؤولية الأخلاقية علي أنهم وكلاء للأخلاقية. حيث يكون لديهم القدرة على التفكير في وضعهم، وتشكيل نوايا حول كيفية تصرفهم، ومن ثم تنفيذ ذلك الإجراء. وأصبح مفهوم حرية الإرادة مسألة هامة في النقاش حول ما إذا كان الأفراد مسؤولون أخلاقيا عن أفعالهم أكثر من أي وقت مضى. المسؤولية الأخلاقية لا تساوي بالضرورة مع المسؤولية القانونية. فالشخص يكون مسؤول قانونا عن حدث ما عندما يكون النظام القانوني عرضة لمعاقبة ذلك الشخص بسبب هذا الحدث. مثال على ذلك قصيدة «أولاً جاءوا ...» للقس الألماني مارتن نيمولر.
لا تتساوى المسؤولية الأخلاقية بالضرورة مع المسؤولية القانونية. يُعتبر الفرد مسؤولًا قانونيًا عن حدث ما عند مواجهته عقوبات مفروضة من النظام القانوني جراء ذلك الحدث. على الرغم من ذلك، يواجه الفرد المسؤول أخلاقيًا عن فعل ما في كثير من الأحيان مسؤولية قانونية مصاحبة لهذا الفعل، لكن لا تتطابق الحالتان دائمًا.

## البحث التجريبي
يقترح ماورو أن الإحساس بالمسؤولية الشخصية غير نابع أو متطور عالميًا بين البشر، إذ جادل بغياب هذا الإحساس لدى حضارة إيراكوي الناجحة.
في السنوات الأخيرة، سعت أبحاث الفلسفة التجريبية إلى استقصاء مدى توافقية أو لاتوافقية الحدس الفطري للشخص حيال كل من الحتمية والمسؤولية الأخلاقية. شملت هذه الدراسات التجريبية عددًا من الدراسات العابرة للثقافات. مع ذلك، لم يصل النقاش الدائر حول توافقية أو لاتوافقية الحدس الفطري إلى نتيجة لصالح إحدى وجهتي النظر، إذ خلصت النقاشات إلى العديد من الأدلة الداعمة لكلا الطرفين. على سبيل المثال، يميل الأفراد إلى الإجابة بالنفي، أو تقديم إجابات لاتوافقية، عند عرض حالات مجردة عليهم وسؤالهم عن إمكانية اعتبار الشخص مسؤولًا أخلاقيًا عن سلوك غير أخلاقي عند إرغامه على فعله. في المقابل، يميل الأفراد إلى الإجابة بأن الفرد مسؤول أخلاقيًا عن أفعاله، حتى مع حتميتها (أي، يقدمون إجابات توافقية)، عند سؤالهم عن سلوك غير أخلاقي محدد مرتكب من قبل شخص محدد.
يدرس علم الأعصاب الخاص بالإرادة الحرة مختلف التجارب التي من شأنها إلقاء الضوء على الإرادة الحرة.

## المسؤولية الجماعية
عادة ما تُسند المسؤولية إلى أفراد من الوكلاء الأخلاقيين عند محاولة إسنادها. مع ذلك، جادل جويل فاينبيرغ، من بين آخرين، بإمكانية تحمل الشركات والمجموعات البشرية الأخرى ما يُسمى «المسؤولية الأخلاقية الجماعية» عن حالة من الشؤون المتعددة. على سبيل المثال، في فترة حكم نظام الفصل العنصري الأبارتايد لجنوب أفريقيا، أمكن تحميل حكومة الدولة المسؤولية الأخلاقية الجماعية عن انتهاك حقوق مواطني جنوب أفريقيا من غير الأوروبيين.

## افتقار المسؤولية الأخلاقية في الاعتلال النفسي
تشمل السمات المحددة للاعتلال النفسي «فشل الفرد في تحمل مسؤولية أفعاله».

## الأنظمة الاصطناعية
ترافقت نشأة التشغيل الآلي، والروبوتية وغيرها من التقنيات ذات الصلة بظهور تساؤل حول «إمكانية اعتبار النظام الصناعي مسؤولًا أخلاقيًا»، ويتخذ هذا التساؤل شكلًا آخر في السؤال، «متى يمكن (في حال أمكن ذلك على الإطلاق) انتقال المسؤولية الأخلاقية من الصانع الإنسان إلى النظام؟».
يتداخل هذان التساؤلان جدلًا مع أخلاقيات الآلة، على الرغم من اختلافهما عنها، إذ تهتم الأخيرة في السلوك الأخلاقي للأنظمة الاصطناعية. يكمن التركيز الرئيسي للنقاش في مدى اعتبار سلوك النظام الآلي مؤهلًا لإيلاء أي مسؤولية أخلاقية لهذا النظام.

### الحجج المعارضة لإمكانية اعتبار الأنظمة الاصطناعية مسؤولة أخلاقيًا
افترضت باتيا فريدمان إلى جانب بيتر كان الابن أن القصدية شرط ضروري للمسؤولية الأخلاقية، وأن الأنظمة الحاسوبية، كما يمكن تصورها في عام 1992، مفتقرة للقصدية في مادتها وبنيتها.
جزم آرثر كوفليك بوجوب تحمل البشر المسؤولية الأخلاقية المطلقة عن جميع القرارات الحاسوبية، إذ أن تصميم هذه الحواسيب وكتابة برامجها عائد بأكمله إلى البشر. أشار أيضًا إلى استحالة تنازل البشر عن إشرافهم على الأجهزة الحاسوبية. 
نظر فرانسيس غرودزنسكي وآخرون في الأنظمة الاصطناعية القابلة للنمذجة بوصفها آلات محدودة الحالات. افترضوا أن الآلة غير مسؤولة أخلاقيًا عند امتلاكها جدول انتقال ثابت الحالة. حتى في حال قدرة الآلة على تعديل جدولها، تبقى درجة من المسؤولية الأخلاقية على عاتق مصمم الآلة.
جادل باتريك هيو بإمكانية اعتبار الأنظمة الاصطناعية مسؤولة أخلاقيًا عند نشوء قواعد سلوكها وآليات تزويدها بهذه القواعد بشكل مستقل عن البشر الخارجيين دون تزويدهم لها بالكامل. جادل هيو معتبرًا هذه الأنظمة بمثابة خروج جوهري عن التقنيات والنظرية الموجودة في عام 2014. لا يتحمل النظام الاصطناعي القائم على هذه التقنيات أي مسؤولية عن سلوكه. يتحمل البشر صانعو هذا النظام ومبرمجوه المسؤولية الأخلاقية.

### الحجج المؤيدة لإمكانية اعتبار الأنظمة الاصطناعية مسؤولة أخلاقيًا
اقترح كولن آلن وآخرون إمكانية اعتبار الأنظمة الاصطناعية مسؤولة أخلاقيًا عند عدم القدرة على تمييز سلوكياتها وظيفيًا عن الشخص الأخلاقي، فصاغوا فكرة «اختبار تورنغ الأخلاقي». تنكر آلن وزملاؤه لاحقًا لاختبار تورنغ الأخلاقي جراء الجدل المحيط باختبار تورنغ.
وصف أندرياس ماتياس ما أسماه «فجوة المسؤولية»، معتبرًا أنه من الظلم تحميل البشر المسؤولية عن الآلة، وأن إسناد المسؤولية للآلة من شأنه تحدي أساليب الإسناد «التقليدية». اعتبر ماتياس أن سلوك الآلة عائد إلى الآلة نفسها، وليس إلى مصمميها أو مشغليها، في ثلاث حالات مقترحة. أولًا، جادل بأن الآلات الحديثة غير قابلة للتنبؤ بشكل متأصل (إلى حد ما)، إذ تؤدي المهام الموكلة إليها، لكن يتعذر التحكم بها بوسائل أبسط. ثانيًا، أن «طبقات الغموض» آخذة في الازدياد بين المصنّعين والنظام، نظرًا إلى استبدال البرامج المشفرة يدويًا بأخرى أكثر تطورًا. ثالثًا، في الأنظمة ذات قواعد التشغيل القابلة للتغير خلال تشغيل الآلة.